# Мальцев, Пётр Николаевич
Пётр Николаевич Мальцев (23 февраля 1926 — 28 августа 2010) — советский и украинский художник. Заслуженный работник культуры Украины (2005).

## Детство. Юность
Родился 23 февраля 1926 года в с. Масловка Чугуевского района, Харьковской области на Украине (с 1931 г. на месте села Масловка размещается военный полигон). Родители: отец — Мальцев Николай Григорьевич (1900 г.-1978 г.) имел два класса образования церковно-приходской школы, избежав работы в колхозе (в с. Башкировке), устроившись на строительство Харьковского тракторного завода, спас себя и свою семью от голода в 1932—1933 годах XX века.

Мать — Мальцева (Бурейко) Наталья Павловна (1905 г.-1989 г.), окончила гимназию, вела домашнее хозяйство, воспитывала сына Петра и две дочери: Антонину и младшую — инвалида Александру. Войну пережила с детьми в оккупированной и практически прифронтовой зоне с. Башкировка, с. Лебяжье, п. Кочеток, г. Чугуев.
В семье говорили на украинском языке, считал себя украинцем. Первоначально, основатели рода носили фамилию Малець, тем не менее судя по всему различные поколения семьи Мальцевых считали своим родным языком то украинский, то русский язык. Родители отца придерживались протестантской веры, были баптистами (но к вере своей не принуждали), вели скромный и аскетичный образ жизни.
В детском возрасте отчётливо проявлялась тяга Петра к рисованию — выпросив у солдат огрызок карандаша с клочком бумаги, он самозабвенно изображал увиденное, сочинял причудливые сказочные и былинные сюжеты, очень любил рисовать русских богатырей, развивал творческое воображение. Окружающую действительность видел по особенному, в своеобразном преломлении, фиксируя всё многообразие природных красок и оттенков.
Был участником Великой Отечественной войны, вследствие ранения был комиссован;

## Военные годы
Великую Отечественную войну встретил в селе Башкировка, пригороде Чугуева. Приписав себе год (по документам дата рождения 10.03.1925 г.) ему удалось в июле 1943 года призваться в ряды Красной Армии. Окончив школу младших командиров в ноябре 1943 года, был направлен на фронт.
В составе 1-го Украинского фронта принимал участие в боях, участвовал в штурме Берлина. Получил ранение (лечился в военном госпитале в г. Линц, Германия), инвалид 1 гр. По 1950 год служил срочную службу в рядах Красной, а затем Советской Армии, старший сержант, командир артиллерийского орудия, имеет различные боевые награды (в частности орден Отечественной войны, медали «За Отвагу», «За боевые заслуги», «За взятие Берлина»).
После войны вернулся на родную Слобожанщину. С 1950 г. по 1955 г. работал художником на фабрике художественных изделий г. Харькова и учился в художественной студии, преподавателями которой были С. М. Беседин, Е. Н. Трегуб, В. М. Наседкин, затем — в Художественном фонде.

## Семья
Жена — Мальцева (Миланко) Прасковья Григорьевна (1932—2014 г.), математик (три красных диплома о высшем образовании, в том числе об окончании с отличием физико-математического факультета Харьковского государственного университета), дополнительно получила образование преподавателя черчения и истории искусств. Работала преподавателем математики и черчения в общеобразовательной школе и по совместительству преподавала историю искусств в Чугуевской детской художественной школе.
Дети: старший сын — Юрий (родился 1968 г.) по образованию экономист и госуправленец, предприниматель, руководитель предприятия; младший — Александр (родился в 1972 г.) по образованию преподаватель рисования и черчения, а также спортивный тренер, работает фитнес-тренером.

## Работа
С 1956 г. по 1965 г. работал художником в Харьковском художественном фонде. Принимал участие во Всесоюзных выставках народного творчества, за что был награждён почётными грамотами и Дипломом ВЦСПС (1961 г.-1964 г.). В 1962 г. получил благодарность за активное участие в художественных выставках. В 1962 г. поступил учиться в Украинский полиграфический институт на графический факультет в г. Львове. Учился у известного графика Касьяна. В 1968 г. окончил институт, получив специальность художник-график.
В 1966 г. был назначен на должность директора Чугуевской детской художественной школы им. Репина (г.Чугуев- родина И. Е. Репина), где и проработал почти сорок лет.
Благодаря ему выпуск учащихся школы вырос с 3-4 учеников до 20-30 человек. Выставки работ учащихся ежегодно экспонируются на различных объектах Харьковской области, а так же на международных выставках в Алжире, Англии, Италии и Японии… Академия СССР и Союз художников СССР наградили школу за успехи в работе «Медалью Венецианова».
За всё время своей творческой деятельности Петром Николаевичем было создано около тысячи работ, не мало из них было просто подарено и сейчас находятся в галереях, музеях и в иных государственных и общественных учреждениях. В 2005 году Указом Президента Украины Петру Мальцеву (члену союза художников Украины) было присвоено звание Заслуженного работника культуры Украины за значительный личный вклад в социально-экономическое, научное и культурное развитие Украины, весомые достижения и активную общественную деятельность. Решениями сессий городского и районного советов, Петру Николаевичу Мальцеву было присвоено звание «Почётный гражданин города Чугуева» и «Почётный гражданин Чугуевского района».

## Статьи и публикации
Статьи и публикации о Мальцеве П. Н.:

1. Ι-А Журнал «Прапор» № 11; 1974 г. «Портрет сучасника» /М.Чернова/.

Ι-Б 02.11.1976 г. Газета «Красная звезда» ст. «В мире прекрасного» /З.Волик/.

2. Июль 1978 г. «Став узбек украинцу братом» /М.Онищенко/.

3. 24.02.1979 г. Газета «Красная звезда» ст. «Творчество юных» /Г.Юдин/.

4. 1979 г. «Соціалистична Харьківщина» ст. «Строката палітра». /Пономарёва П. — научный работник Харьковского художественного музея/.

5. 11.03.1981 г. Газета «Красная звезда» ст. «Здесь учат любить прекрасное» /С.Гончарова/.

6. 03.07.1982 г. Газета «Красная звезда» ст. «Постигая жизнь» /П.Григорьев/.

7. 22.05.1982 г. Газета «Красная звезда» ст. «Здесь жил И. Е. Репин» /З.Волик/.

8. 10.12.1983 г. Газета «Красная звезда» ст. «Воспитываем любовь к прекрасному» /В. Захаров/.

9. 05.06.1984 г. Газета «Красное знамя» «Творчество художников-педагогов» /С.Евтушенко — ст. научного сотрудника Харьковского музея/.

10. 03.07.1984 г. «Красное знамя» ст. «Мир глазами детей» /В.Запорожец/.

11. 10.06.1984 г. газета «Соціалистична Харьківщина» ст. Звітують художники-педагоги /В.Путятін/.

12. 06.11.1985 Газета «Красная звезда» ст. «Встреча с ветеранами» /В.Чернобай/.

13. 15.02.1986 г. Газета «Красная звезда» ст. «Творческий отчёт» /А.Кирилюк — научный сотрудник музея И. Е. Репина/.

14. 28.06.1986 г. Газета «Вечірній Харків» ст. «Сторінки історії рідного краю», «Музей в районному центрі» /Г.Чиркін/

15. Март 1986 г. Журнал № 5 «Клуб и художественная самодеятельность» ст. «Поле деятельности для детских рук».

16. Октябрь 1996 г. Газета «Слобожанский край» ст. «Містецтво вчити містецтву».

17. 1998 г. Газета «Красная звезда» ст. «Юбилей школі искусства» /С.Шумейко/.

18. 24.02.1999 г. Газета «Красная звезда» ст. «С сердцем учителя, талантом художника» /С.Гончарова — гл. редактор/.

19. К 155-летию со дня рождения И. Е. Репина в газете «Красная звезда» ст. «Думать, чувствовать, видеть» /А.Сазонова- зав.картинной галереей/.

20. 13.05.2000 г. Газета «Демократична Чугуївщина» ст. «Боль…» /В.Максимов/.

21. 24.05.2000 г. Газета «Красная звезда» заметка «На выставке картин П. Н. Мальцева»

22. 13.05.2000 г. Газета «Красная звезда» ст. «Чугуевщина и её люди в полотнах художника Мальцева» /С.Гончарова/

23. Июль 2000 г. Газета «Красная звезда» ст. «Художественная школа- гордость Чугуева» /С.Гончарова/.